# Ilmari Weneskoski
Ilmari Wäinö Ludvig Weneskoski (till 1906 Willgrén), född 2 oktober 1882 i Tammerfors, död 8 februari 1976 i Helsingfors, var en finländsk dirigent. Han ingick 1917 äktenskap med pianisten Gerda Weneskoski.
Weneskoski, som var son till handlaren Albert Konstantin Willgren och Rosa Nyberg (Lähteenkorva), genomgick sju klasser i Tammerfors finska reallyceum, studerade vid Helsingfors musikinstitut 1902-1907, vid Schola Cantorum de Paris 1909–1910 och 1913 och vid Leipzigs konservatorium 1910–1911. Han var konsertmästare vid Tammerfors stadsorkester 1907–1908, kapellmästare vid Viborgs stadsorkester 1911-1914, vid Libaus Kurhaus-Symphonieorchester 1914, vid Uleåborgs stadsorkester 1914–1916, vid Tammerfors stadsorkester 1916–1918, vid Tammerfors musikförenings orkester 1921–1923 och vid Heinola badanstalt somrarna 1917–1930. Han var direktor vid Tammerfors musikskola 1917–1924, kapellmästare i Helsingfors och lärare i violinspel vid Helsingfors folkkonservatorium från 1927. Han var dirigent vid Stockmanns konsertmatinéer 1930–1947 och företog talrika konsertresor tillsammans med sin hustru. Han var ordförande i Tammerfors stads musiknämnd 1917–1924. Han blev director musices 1953.